# Atractus mariselae
Atractus mariselae är en ormart som beskrevs av Lancini 1969. Atractus mariselae ingår i släktet Atractus och familjen snokar. Inga underarter finns listade.
Arten är bara känd från en liten region i delstaten Trujillo i nordvästra Venezuela. Den lever i bergstrakter mellan 1200 och 1800 meter över havet. Habitatet utgörs av fuktiga bergsskogar och dessutom besöks angränsande odlingsmark. Individerna gömmer sig ofta under stenar eller under trädstammar som ligger på marken. Flera honor lägger sina ägg på samma ställe och ibland registreras upp till 350 ägg. Äggen kan tillhöra olika arter av släktet Atractus.
För beståndet är inga hot kända. Däremot studeras området sällan av zoologer. IUCN listar Atractus mariselae som livskraftig (LC).